# От ума си тегли
„От ума си тегли“ (на руски: Горе от ума) е пиеса на руския драматург Александър Грибоедов, комедия в стихове в четири действия.
Пиесата е сатира на посредствеността на светското общество в Москва в края на царуването на Александър I. Първоначално забранявана от руската цензура, пиесата има голям успех и продължава да се поставя и в наши дни, като става източник на множество крилати фрази в руската култура.
На български пиесата е превеждана от Георги Бакалов (като „От главата си тегли“), а след това от Димитър Подвързачов.